# Tolino
Tolino (Eigenschreibweise: tolino) ist ein Markenname für E-Book-Reader und Tablets, die von Buchhändlern in Deutschland, Österreich und der Schweiz seit 2013 vermarktet werden. Seit 2014 werden die E-Book-Reader auch in Belgien, den Niederlanden und Italien (bis 2022) vertrieben. Von 2013 bis Anfang 2017 war der technische Vermarktungspartner die Deutsche Telekom. Seit Anfang 2017 werden die Geräte von dem kanadischen Unternehmen Kobo (Teil des japanischen Konzerns Rakuten) weiterentwickelt.

## Tolino-Allianz

### Historie der Allianz
Die deutschen Buchhändler Club Bertelsmann, Hugendubel, Thalia und Weltbild gründeten gemeinsam mit der Deutschen Telekom die Tolino-Allianz. Die Deutsche Telekom fungierte dabei innerhalb der Allianz als Technikpartner, der für die gesamte Soft- und Hardware zuständig war und auch die technische Plattform für den E-Book-Vertrieb im Tolino-System stellte. Die Motivation zur Gründung der Tolino-Allianz lag darin, eine E-Reading-Lösung für den deutschen Buchhandel anzubieten und das Abwandern der Kunden zur internationalen Konkurrenz (allen voran Amazons Kindle-Produkte) aufzuhalten. Insbesondere deswegen, weil das geschlossene System von Amazon eine Rückkehr der Kunden zum deutschen Buchhandel erschwert (Lock-in-Effekt).
Die ersten Verhandlungen wurden im Frühling 2012 zwischen den vier damals führenden deutschen Buchhändlern geführt; im Sommer 2012 wurde die Tolino-Allianz gegründet und der Aufbau der Marke Tolino erfolgte bis März 2013, als Tolino (zusammen mit dem ersten Reader namens Tolino Shine) der Öffentlichkeit vorgestellt wurde.
Im Januar 2014 meldete das Gründungsmitglied Weltbild Insolvenz an und wurde im April 2014 von Paragon Partners übernommen. Kurz zuvor, im März 2014, hatte die Deutsche Telekom ihren eigenen E-Book-Shop „PagePlace“ eingestellt.
Während der Frankfurter Buchmesse im Oktober 2014 kündigte der Buchgroßhändler Libri an, dass er Kooperationspartner der Tolino-Allianz wird. Damit bekamen mehr als 1000 unabhängige Buchhandlungen die Möglichkeit, ebenfalls die Tolino-Produkte zu vertreiben und ihre Online-Shops mit der Tolino-Cloud zu verbinden. Mit diesem neuen Partner wurde das Gründungsziel einer übergreifenden Alternative für elektronisches Lesen und für den gesamten deutschen Buchhandel erreicht.
Ebenfalls im Herbst 2014 trat der belgische Händler Standaard Boekhandel der Tolino-Allianz bei. Mit dem italienischen Buchhändler IBS Italien schloss sich im Winter 2014 ein weiterer Partner an. IBS vertreibt Bücher über die Portale ibs.it und libraccio.it.
Im September 2015 wurde bekannt, dass auch die Buchhandlungen Mayersche und Osiander als neue Partner der Tolino-Allianz beigetreten sind.
Auf internationaler Ebene verstärkt der niederländische Buchhändler Libris.nl (auch blz.nl) die Tolino-Allianz im europäischen Raum und im November 2015 wurde ein weiterer Online-Shop des italienischen Tolino-Partners IBS auf dem Markt eingeführt. indiE-Book.it vertreibt seither ebenfalls die Tolino-Produkte in Italien.
Wie bereits vorher durch die Direct Group Bertelsmann bekanntgegeben worden war, stellte zum Jahresende 2015 das Gründungsmitglied Club Bertelsmann (derClub.de) den Betrieb ein.
Im Januar 2017 gab die Deutsche Telekom bekannt, ihren Anteil an Rakuten verkauft zu haben. Das Bundeskartellamt hat die Genehmigung für die Übernahme von Tolino durch Rakuten, der auch das Konkurrenzprodukt Kobo vertreibt, am 20. Januar 2017 erteilt.
2022 wurde die Partnerschaft zwischen IBS und Tolino beendet und Kobo tritt seitdem als Partner für den italienischen Markt auf.
Im Juli 2024 meldete der Buchhändler Weltbild erneut Insolvenz an und stellte den Geschäftsbetrieb zum 31. August 2024 endgültig ein. Tolinonutzer, welche Inhalte über den zugehörigen Onlineshop erworben hatten, mussten diese lokal sichern, um sie weiter verfügbar zu halten. Anschließend wurde die Marke Tolino von Thalia übernommen.

### Historie der Geräte
Im März 2013 wurde die Marke Tolino zusammen mit dem ersten E-Book-Reader der Marke, dem Tolino Shine, der Öffentlichkeit vorgestellt. Ab November 2013 ergänzten zwei Tablets Tolino Tab 7″ und Tolino Tab 8,9″ das Angebot.
Im April 2014 erschien der zweite, verbesserte E-Book-Reader Tolino Vision.
Im November 2014 wurden der neuerlich verbesserte E-Book Reader Tolino Vision 2 (mit Wasserschutz und tap2flip) und das als Lese-Tablet positionierte Tolino Tab 8″ vorgestellt.
Auf der Frankfurter Buchmesse im Oktober 2015 erschienen der Tolino Vision 3 HD, als Nachfolger der Tolino-Vision-Reihe und im Hochpreissegment angesiedelt, und der Tolino Shine 2 HD, die kostengünstigere Variante und eine Weiterentwicklung des Tolino Shine.
Im November 2016 erschien der direkte Nachfolger des Tolino vision 3 HD, der Tolino vision 4 HD. Das Gerät ist technisch identisch, bietet jedoch einen Nachtmodus sowie einen doppelt so großen Speicher von 8 GB.
Zur Frankfurter Buchmesse im Oktober 2018 wurde der Tolino Shine 3 vorgestellt, das erste Gerät der Tolino-Serie ohne Home-Button.
Im Frühjahr 2024 wurde eine neue 5te Generation des Tolino Shine angekündigt, ebenso wie der Tolino Shine Color als auch der Tolino Vision Color, die ersten beiden Geräte mit Farbdisplay. Zudem werden die neuen Geräte erstmals mit einem neuen Betriebssystem, bekannt von den Kobo-Geräten, ausgeliefert. Zudem unterstützen sie die Wiedergabe von Hörbüchern über per Bluetooth verbundene Kopfhörer oder Lautsprecher. 

### Marke Tolino
Laut Tolino-Allianz unterscheidet sich Tolino durch die persönliche Beratung vor Ort bei den jeweiligen Buchhändlern von ausschließlichen Online-Angeboten. Zusätzlich wird Offenheit kommuniziert, bezogen auf die offenen E-Book-Formate, die von den Tolino-Geräten unterstützt werden. Dabei handelt es sich um die Standardformate PDF, ePUB und TXT; sowohl mit als auch ohne Kopierschutz. Da diese Formate auch von den öffentlichen Leihbibliotheken in Deutschland zur Regelung der Verleihzeiten von E-Books genutzt werden, sind die Tolino-Geräte kompatibel mit diesen Inhalten.

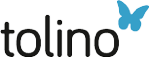
Logo der Marke tolino mit Schmetterlingsmotiv

Das Logo der Marke Tolino besteht aus einem blauen Schmetterling auf weißem Hintergrund mit Schriftzug „tolino“, eine kombinierte Wort-Bild-Marke. Das Schmetterlingsmotiv tritt wiederkehrend auf der Tolino-Markenwebseite und den Tolino-Produkten auf. Der Name Tolino sowie die dazugehörige Wort-Bild-Marke wurden von der Stuttgarter Markenagentur medienformer GmbH entwickelt und gestaltet. Ein weiteres Erkennungszeichen der Tolino-Produkte ist das Smiley, das als Standby-Bild häufig in den Werbematerialien auf den E-Book-Readern dargestellt wird. Auf den E-Book Readern selbst wird jedoch nur der „schlafende Smiley“ dafür verwendet.

## Tolino-Produkte und Services
Tolino bietet primär E-Book-Reader mit einem offenen System (kompatibel mit EPUB, PDF und TXT) an. Die Produktpalette wurde seit 2013 durch die Tolino-Tablets erweitert, die mit der speziellen Tolino-App ausgestattet wurden und somit das Lesen auf den Tablets begünstigen sollen.
Neben der Hardware (E-Book-Reader und Tablets) gibt es auch Software-Produkte von der Tolino-Allianz, die Teil des Tolino-Systems sind und von den Nutzern kostenlos verwendet werden können.
Dazu gehört die Tolino-Cloud, die zentraler Bestandteil des Systems von Tolino ist. Sie fungiert dabei als zentraler Online-Speicherplatz für E-Books und kann mit dem Tolino-Webreader verwaltet werden. Der Webreader bietet außerdem die Möglichkeit, E-Books direkt im Browser online zu lesen – also ohne Installation einer App oder E-Book-Reader-Hardware. Händler der Allianz benutzen den Webreader teils für Leseproben auf ihren Websites.
Ein spezieller Dienst der Tolino-Allianz ist die Bibliothek-Verknüpfung, mit der sich die E-Book-Bibliotheken aller teilnehmenden Buchhändler verbinden und in einer gemeinsamen Bibliothek anzeigen lassen.
Tolino unterstützt auch die Online-Ausleihe von E-Books über die Onleihe.
Für Android- und iOS-Geräte anderer Hersteller wird eine kostenlose App zur Verfügung gestellt. Mit ihr können die Tolino-Dienste genutzt, aber auch EPUB- und PDF-Dateien aus anderen Quellen gelesen werden.

### Tolino-E-Book-Reader

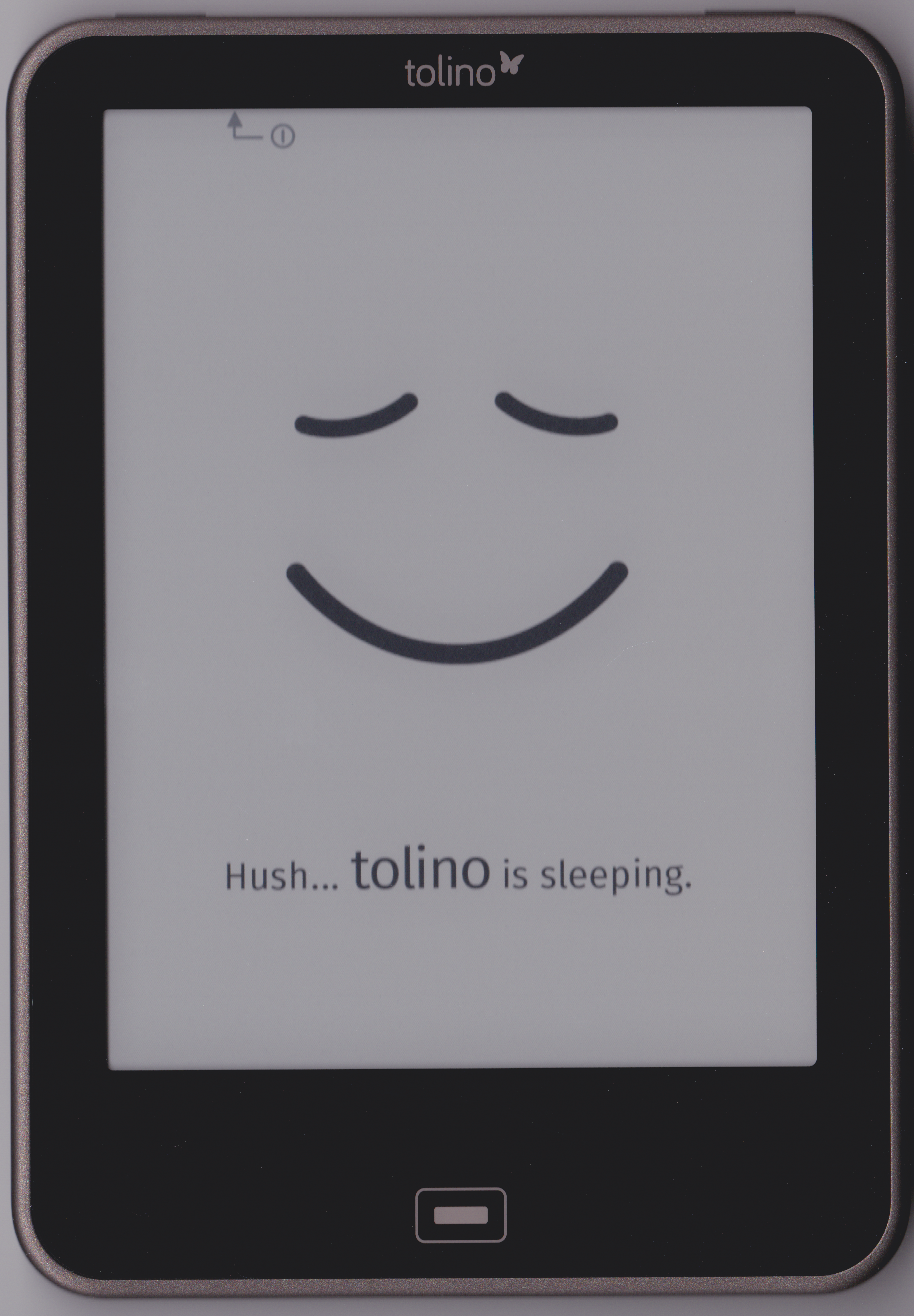
Tolino Vision im Standby-Betrieb

Tolino-E-Book-Reader sind Geräte mit einer E-Ink-Anzeige, die eine Bildschirmdiagonale von 15,24 cm (6,0″) (12 cm × 9 cm) oder 19,81 cm (7,8″) aufweisen. Sie unterstützen EPUB-, PDF- und TXT-Dateien. Zurzeit existieren folgende Varianten:
- Tolino Shine (2013)
- Tolino Vision (2014)
- Tolino Vision 2 (2014)
- Tolino Shine 2 HD (2015)
- Tolino Vision 3 HD (2015)
- Tolino Vision 4 HD (2016)
- Tolino page (2016)
- Tolino epos (2017)
- Tolino Shine 3 (2018)
- Tolino page 2 (2019)
- Tolino Epos 2 (2019)
- Tolino Vision 5 (2019)
- Tolino Vision 6 (2021)
- Tolino Epos 3 (2022)
- Tolino Shine 4 (2022)
- Tolino Shine 5 (2024)
- Tolino Shine Color (2024)
- Tolino Vision Color (2024)

### Tolino-Tablets

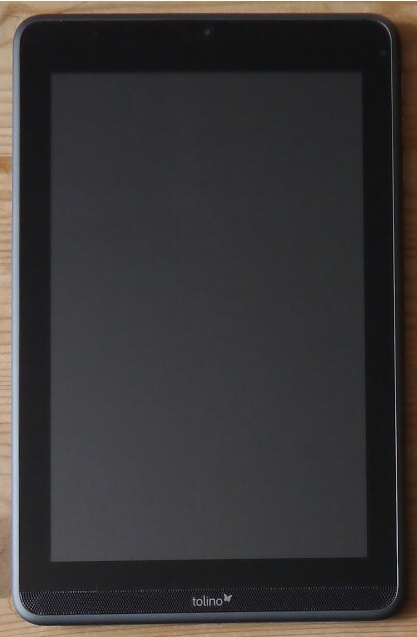
Tolino Tab 8,9″

Die Tolino-Tablets ergänzen das Produktportfolio der Tolino-Allianz. Das Tolino Tab 7″ und das Tab 8,9″ wurden im November 2013 vorgestellt. Beide verwenden als Betriebssystem Android 4.2.2 und einen ARM-Prozessor (Quad Core Rockchip 3188 mit 1,6 GHz). 16 GB Speicher stehen für das Betriebssystem und die Applikationen zur Verfügung. Mit einer microSD-Karte kann dieser Speicher um bis zu 64 GB erweitert werden.

Im Oktober 2014 wurde das neue Modell Tolino Tab 8″ (ebenfalls ein Android Tablet) vorgestellt und ist seitdem im Handel erhältlich.

#### Tolino Tab 7″
Das kleinere Tablet bietet einen Farbbildschirm mit 1440 × 900 Pixel und 17,78 cm Diagonale, einen GB Arbeitsspeicher und eine eingebaute Kamera.

#### Tolino Tab 8,9″
Der Farbbildschirm ist mit 1920 × 1200 Pixel und 22,6 cm Diagonale deutlich größer. Das Gerät bietet zwei GB Arbeitsspeicher und enthält zwei eingebaute Kameras.

#### Tolino Tab 8″
Dieses Tablet läuft mit Android 4.4 auf einem Intel Atom-Prozessor und hat eine Bilddiagonale von 20,32 cm (8 Zoll). Der Farbbildschirm (WUXGA-Auflösung) bietet 1920 × 1200 Pixel mit einer Punktdichte von 283 dpi. Bei einer Abmessung von 215 mm × 125 mm × 8 mm wiegt das Tablet 308 g. Eine Frontkamera und 16 GB Speicherplatz sind vorhanden.

### Tolino-Cloud
Die Tolino-Cloud ist der zentrale Online-Speicherplatz für E-Books im Tolino-System. Den Kunden in Deutschland, Österreich und der Schweiz stehen 25 GB zur Verfügung. In Belgien, Italien und den Niederlanden beträgt der Cloud-Speicher 5 GB. Zur Nutzung der Tolino-Cloud benötigt man ein Nutzerkonto bei einem Buchhändler der Tolino-Allianz. Auf die Tolino-Cloud kann man von mehreren Geräten zugreifen (max. 5). Diese Geräte können auf Wunsch über die Tolino-Cloud synchronisiert werden. Dadurch kann auf die lokal gespeicherten Leseinhalte und auch den Lesestand von anderen mobilen Endgeräten zugegriffen werden. E-Books, die bei einem Tolino-Buchhändler gekauft werden, werden automatisch in der Tolino-Cloud gespeichert. In anderen Shops gekaufte E-Books können manuell in die Tolino-Cloud hochgeladen werden, sofern sie im PDF- oder ePUB-Format vorliegen. Die Verwaltung der Cloud kann über den Tolino-Webreader im Browser vorgenommen werden oder auch über die Tolino-E-Reader und Tolino-Apps.

### Webreader
Die Tolino-Allianz bietet einen Webreader an, der das Lesen von E-Books im Browser ermöglicht und als Verwaltungs- und Zugriffsschnittstelle für die Cloud dient. Unter dem Eigennamen „tolino Webreader“ ist er über die gemeinsame Markenwebseite abrufbar. Er unterstützt das Format EPUB3 und ist mit den meisten Browsern aufrufbar.

### Erklärvideos
Seit Dezember 2015 bietet die Tolino-Allianz auf ihrem YouTube-Kanal eine Reihe von Erklärvideos (Eigenname tolino Erklärvideo) an, die den Umgang mit den E-Book-Readern erklären sollen, z. B. für grundlegende Funktionen und den ersten Umgang mit den E-Book-Readern, den Kauf von E-Books und dem Adobe-Kopierschutz.

## Technische Daten
|                          | Tolino Vision Color | Tolino Shine Color | Tolino Shine 5 | Tolino Vision 6 | Tolino Vision 5 | Tolino Epos | Tolino Vision 4 HD | Tolino Vision 3 HD | Tolino Vision 2 | Tolino Vision | Tolino Shine 2 HD | Tolino Shine |
| ------------------------ | --- | --- | --- | --- | --- | --- | --- | --- | --- | --- | --- | --- |
| Bildschirm               | E-Ink Kaleido 3 | E-Ink Kaleido 3 | E-Ink Carta 1300 | E Ink Carta 1200 Display | E-Ink Carta-Display | E-Ink Carta-HD-Display | E-Ink Carta-HD-Display | E-Ink Carta-HD-Display | E-Ink Carta-Display | E-Ink Carta-Display | E-Ink Carta-HD-Display | E-Ink Pearl Display (V220), 1024 × 758 Pixel |
| Beleuchtung              | Integrierte Beleuchtung mit manueller oder automatischer Anpassung der Farbtemperatur                                                 | Integrierte Beleuchtung mit manueller oder automatischer Anpassung der Farbtemperatur                                                 | Integrierte Beleuchtung mit manueller oder automatischer Anpassung der Farbtemperatur                                                 | Integrierte Beleuchtung mit manueller oder automatischer Anpassung der Farbtemperatur                                                 | Integrierte Beleuchtung mit manueller oder automatischer Anpassung der Farbtemperatur                                                                          | Integrierte Beleuchtung mit manueller oder automatischer Anpassung der Farbtemperatur                                                                          | Integrierte Beleuchtung mit manueller oder automatischer Anpassung der Farbtemperatur                                                                          | Integrierte Beleuchtung (zuschaltbar und stufenlos regelbar)                                                                                                   | Integrierte Beleuchtung (zuschaltbar und stufenlos regelbar)                                                                                                   | Integrierte Beleuchtung (zuschaltbar und stufenlos regelbar)                                                                                                   | Integrierte Beleuchtung (zuschaltbar und stufenlos regelbar)                                                                                                   | Integrierte Beleuchtung (zuschaltbar und stufenlos regelbar) |
| Maße                     | 161 mm × 144.,6 mm × 8,3 mm, 200 g | 160 mm × 112 mm × 9,1 mm, 173 g | 160 mm × 112 mm × 9,1 mm, 173 g | 144,6 × 161,6 × 5,9 mm (9,0 mm Griffleiste), 215 g                                                                                    | 144,2 mm × 158,6 mm × 5,2 mm (7,7 mm Griffleiste), 195 g | 209 mm × 140 mm × 8,2 mm, 260 g | 163 mm × 114 mm × 8,1 mm, 175 g | 163 mm × 114 mm × 8,1 mm, 174 g | 163 mm × 114 mm × 8,1 mm, 174 g | 163 mm × 114 mm × 8,1 mm, 178 g | 164,2 mm × 113,49 mm × 9,3 mm, 184 g | 175 mm × 116 mm × 9,7 mm, 190 g |
| Touchscreen              | Kapazitiver Touchscreen | Kapazitiver Touchscreen | Kapazitiver Touchscreen | Kapazitiver Touchscreen | Kapazitiver Touchscreen | Kapazitiver Touchscreen | Kapazitiver Touchscreen | Kapazitiver Touchscreen | Kapazitiver Touchscreen | Kapazitiver Touchscreen | Infrarot-Touchscreen | Infrarot-Touchscreen |
| Akku                     | Lithium-Polymer Akku, 2050 mAh | Lithium-Polymer Akku, 1500 mAh | Lithium-Polymer Akku, 1500 mAh | Lithium-Polymer Akku, 1500 mAh | Lithium-Polymer Akku, 1.200 mAh | Lithium-Polymer Akku, 1200 mAh, typische Laufzeit bis zu 4 Wochen                                                                                              | Lithium-Polymer Akku, 1500 mAh, typische Laufzeit je nach Nutzung zwischen 15 Tagen und bis zu 7 Wochen                                                        | Lithium-Polymer Akku, 1500 mAh, typische Laufzeit je nach Nutzung zwischen 15 Tagen und bis zu 7 Wochen                                                        | Lithium-Polymer Akku, 1500 mAh, typische Laufzeit je nach Nutzung zwischen 15 Tagen und bis zu 7 Wochen                                                        | Lithium-Polymer Akku, 1500 mAh, typische Laufzeit je nach Nutzung zwischen 15 Tagen und bis zu 7 Wochen                                                        | Lithium-Polymer Akku, 1500 mAh, typische Laufzeit je nach Nutzung zwischen 15 Tagen und bis zu 7 Wochen                                                        | Lithium-Polymer Akku, 1500 mAh, typische Laufzeit je nach Nutzung zwischen 15 Tagen und bis zu 7 Wochen                                                                   |
| Prozessor / RAM          | MediaTEK MTK8113T – Dual Core ARM A53 2.0 GHz, 1 GB                                                                                   | MediaTEK MTK8113T – Dual Core ARM A53 2.0 GHz, 512 MB                                                                                 | MediaTEK MT8113L – ARM A53 1.0 GHz, 512 MB                                                                                            | 1,8 GHz AllWinner B300 Quad Core-Prozessor, 1 GB                                                                                      | 1GHz NXP i.MX6/ 512 MB | 1000 MHz Freescale i.MX6 Solo Lite, 512 MB | 1000 MHz Freescale i.MX6 Solo Lite, 512 MB | 1000 MHz Freescale i.MX6 Solo Lite, 512 MB | 1000 MHz Freescale i.MX6 Solo Lite, 512 MB | 1000 MHz Freescale i.MX6 Solo Lite, 512 MB | 1000 MHz Freescale i.MX6 Solo Lite, 512 MB | 800 MHz Cortex A6, 256 MB |
| Speicher                 | 32 GB | 16 GB | 16 GB | 16 GB | 8 GB (davon über 6 GB verfügbar) | 8 GB im Gerät (davon 6 GB verfügbar) | 8 GB im Gerät (davon 6 GB verfügbar) | 4 GB im Gerät (davon 2 GB verfügbar) | 4 GB im Gerät (davon 2 GB verfügbar) | 4 GB im Gerät (davon 2 GB verfügbar), via microSD-Speicherkarte um bis zu 32 GB erweiterbar                                                                    | 4 GB im Gerät (davon 2 GB verfügbar) | 2 GB im Gerät, via microSD-Speicherkarte um bis zu 32 GB erweiterbar |
| Cloud-Speicher           | 25 GB, maximal 500 MB pro Datei, für E-Books                                                                                          | 25 GB, maximal 500 MB pro Datei, für E-Books                                                                                          | 25 GB, maximal 500 MB pro Datei, für E-Books                                                                                          | 25 GB, maximal 500 MB pro Datei, für E-Books                                                                                          | 25 GB, maximal 500 MB pro Datei, für E-Books | 25 GB, maximal 500 MB pro Datei, für E-Books | 25 GB, maximal 500 MB pro Datei, für E-Books | 25 GB, maximal 500 MB pro Datei, für E-Books | 25 GB, maximal 500 MB pro Datei, für E-Books | 25 GB, maximal 500 MB pro Datei, für E-Books | 25 GB, maximal 500 MB pro Datei, für E-Books | 25 GB, maximal 500 MB pro Datei, für E-Books |
| Betriebssystem           | Kobo System basierend auf Linux | Kobo System basierend auf Linux | Kobo System basierend auf Linux | Embedded Tolino OS based on AOSP | Embedded Tolino OS based on AOSP | Embedded Tolino OS based on AOSP | Embedded Tolino OS based on AOSP | Embedded Tolino OS based on AOSP | Embedded Tolino OS based on AOSP | Embedded Tolino OS based on AOSP | Embedded Tolino OS based on AOSP | Embedded Tolino OS based on AOSP |
| aktuelle Softwareversion | 5.6.209315 | 5.6.209315 | 5.6.209315 | 16.2.1 | 16.2.0 | 16.2.0 | 16.2.0 | 16.2.0 | 16.2.0 | 16.2.0 | 16.2.0 | 16.2.0 |
| Kompatibilität           | ePub, MOBI, PDF, TXT, CBR, CBZ, JPEG, PNG                                                                                             | ePub, MOBI, PDF, TXT, CBR, CBZ, JPEG, PNG                                                                                             | ePub, MOBI, PDF, TXT, CBR, CBZ, JPEG, PNG                                                                                             | EPUB, PDF, TXT | ePub (mit und ohne DRM), PDF (mit und ohne DRM), TXT | ePub (mit und ohne DRM), PDF (mit und ohne DRM), TXT | ePub (mit und ohne DRM), PDF (mit und ohne DRM), TXT | ePub (mit und ohne DRM), PDF (mit und ohne DRM), TXT | ePub (mit und ohne DRM), PDF (mit und ohne DRM), TXT | ePub (mit und ohne DRM), PDF (mit und ohne DRM), TXT | ePub (mit und ohne DRM), PDF (mit und ohne DRM), TXT | ePub (mit und ohne DRM), PDF (mit und ohne DRM), TXT |
| Konnektivität            | USB-C, WLAN (ac/b/g/n 2,4 und 5 GHz), Bluetooth, Integrierter kostenloser Zugang zu den HotSpots der Deutschen Telekom in Deutschland | USB-C, WLAN (ac/b/g/n 2,4 und 5 GHz), Bluetooth, Integrierter kostenloser Zugang zu den HotSpots der Deutschen Telekom in Deutschland | USB-C, WLAN (ac/b/g/n 2,4 und 5 GHz), Bluetooth, Integrierter kostenloser Zugang zu den HotSpots der Deutschen Telekom in Deutschland | USB-C, WLAN (ac/b/g/n 2,4 und 5 GHz), Bluetooth, Integrierter kostenloser Zugang zu den HotSpots der Deutschen Telekom in Deutschland | Micro-USB, WLAN (802.11 b/g/n) mit Verschlüsselung WEP, WPA und WPA2 PSK, Integrierter kostenloser Zugang zu den HotSpots der Deutschen Telekom in Deutschland | Micro-USB, WLAN (802.11 b/g/n) mit Verschlüsselung WEP, WPA und WPA2 PSK, Integrierter kostenloser Zugang zu den HotSpots der Deutschen Telekom in Deutschland | Micro-USB, WLAN (802.11 b/g/n) mit Verschlüsselung WEP, WPA und WPA2 PSK, Integrierter kostenloser Zugang zu den HotSpots der Deutschen Telekom in Deutschland | Micro-USB, WLAN (802.11 b/g/n) mit Verschlüsselung WEP, WPA und WPA2 PSK, Integrierter kostenloser Zugang zu den HotSpots der Deutschen Telekom in Deutschland | Micro-USB, WLAN (802.11 b/g/n) mit Verschlüsselung WEP, WPA und WPA2 PSK, Integrierter kostenloser Zugang zu den HotSpots der Deutschen Telekom in Deutschland | Micro-USB, WLAN (802.11 b/g/n) mit Verschlüsselung WEP, WPA und WPA2 PSK, Integrierter kostenloser Zugang zu den HotSpots der Deutschen Telekom in Deutschland | Micro-USB, WLAN (802.11 b/g/n) mit Verschlüsselung WEP, WPA und WPA2 PSK, Integrierter kostenloser Zugang zu den HotSpots der Deutschen Telekom in Deutschland | Micro-USB, WLAN (802.11 b/g/n) mit Verschlüsselung WEP, WPA/WPA2 PSK und 802.1x EAP, Integrierter kostenloser Zugang zu den HotSpots der Deutschen Telekom in Deutschland |

|                   | Tolino Tab 7″ | Tolino Tab 8,9″ | Tolino Tab 8″ |
| ----------------- | --- | --- | --- |
| Display           | IPS, 17,78 cm (7 Zoll), HD-Auflösung 1440 × 900 Pixel (243 dpi)                                                   | IPS, 22,6 cm (8,9 Zoll), Full-HD-Auflösung 1920 × 1200 Pixel (254 dpi)                                                                             | IPS, 20,32 cm (8 Zoll), „HD Widescreen“ (WUXGA) Auflösung 1920 × 1200 Pixel (283 dpi)                                        |
| Maße und Gewichte | 196 mm × 121,4 mm × 9,6 mm, 335 g                                                                                 | 241,4 mm × 151,5 mm × 9,9 mm, 535 g | 215 mm × 125 mm × 8 mm, 308 g                                                                                                |
| Touchscreen       | Kapazitives 10-Punkt-Multi-Touchscreen-Display                                                                    | Kapazitives 10-Punkt-Multi-Touchscreen-Display | Kapazitives 10-Punkt-Multi-Touchscreen-Display                                                                               |
| Akku              | Lithium, 3900 mAh (Laufzeit bis zu 12 Stunden)                                                                    | Lithium, 6500 mAh (Laufzeit bis zu 12 Stunden) | Lithium, 4100 mAh (Laufzeit bis zu 12 Stunden)                                                                               |
| Prozessor / RAM   | Quad Core Rockchip 3188 -1,6 GHz, 1 GB RAM DDR3                                                                   | Quad Core Rockchip 3188 -1,6 GHz, 1 GB RAM DDR3 | Intel® Atom™ Prozessor Z3735 -1,83 GHz, 2 GB RAM DDR3                                                                        |
| Speicher          | 16 GB im Gerät, via microSD-Speicherkarte um bis zu 64 GB erweiterbar                                             | 16 GB im Gerät, via microSD-Speicherkarte um bis zu 64 GB erweiterbar                                                                              | 16 GB im Gerät, via microSD-Speicherkarte um bis zu 32 GB erweiterbar                                                        |
| Cloud-Speicher    | 25 GB, maximal 500 MB pro Datei, für E-Books                                                                      | 25 GB, maximal 500 MB pro Datei, für E-Books | 25 GB, maximal 500 MB pro Datei, für E-Books                                                                                 |
| Betriebssystem    | Android 4.2.2, Google-Play-Store-Anbindung                                                                        | Android 4.2.2, Google-Play-Store-Anbindung | Android 4.4 Kit Kat, Google-Play-Store-Anbindung                                                                             |
| Kompatibilität    | Unterstützung aller gängigen Medienformate, bei E-Books insbesondere ePub, PDF (mit und ohne DRM), TXT            | Unterstützung aller gängigen Medienformate, bei E-Books insbesondere ePub, PDF (mit und ohne DRM), TXT                                             | Unterstützung aller gängigen Medienformate, bei E-Books insbesondere ePub, PDF (mit und ohne DRM), TXT                       |
| Konnektivität     | Micro-USB, microSD/SDHC, Micro-HDMI, WLAN (802.11 b/g/n), Wi-Fi Direct, Bluetooth 4.0, Audio-Ausgang              | Micro-USB, microSD/SDHC, Micro-HDMI, WLAN (802.11 b/g/n), Wi-Fi Direct, Bluetooth 4.0, Audio-Ausgang                                               | Micro-USB, microSD/SDHC, Micro-HDMI, WLAN (802.11 b/g/n), Wi-Fi Direct, Bluetooth 4.0, Audio-Ausgang                         |
| Extras            | Frontkamera mit 2 Megapixel, 2 Soundkammern, 4 HQ-Stereo-Frontlautsprecher, GPS, Miracast, Licht-Sensor, G-Sensor | Frontkamera mit 2 Megapixel, Rückkamera mit 5 MP (Autofokus), 2 Soundkammern, 4 HQ-Stereo-Frontlautsprecher, GPS, Miracast, Licht-Sensor, G-Sensor | Frontkamera mit 2 Megapixel, Mono-Lautsprecher, Intel® Wireless Display (Intel® WiDi), Miracast, Helligkeitssensor, G-Sensor |